# Brünner-Nationalgarde-Marsch
Der Brünner-Nationalgarde-Marsch ist ein Marsch von Johann Strauss (Sohn) (op. 58). Das Werk wurde am 15. August 1848 in Brünn erstmals aufgeführt.